# Karl Dodrimont
Karl Dodrimont (* 14. Januar 1939 in Baienfurt) ist ein ehemaliger deutscher Ringer im Bantamgewicht. Er war Bronzemedaillengewinner bei der Weltmeisterschaft 1965 im freien Stil.

## Werdegang
Karl Dodrimont wuchs in Baienfurt im Landkreis Ravensburg auf. Schon als Schüler begann er bei der KG Baienfurt mit dem Ringen. Nach seiner Schulzeit erlernte er den Beruf eines Mechanikers. Seinen ersten großen Erfolg auf der Ringermatte feierte er 1959, als er in Nendingen deutscher Juniorenmeister im Fliegengewicht im freien Stil wurde. Bei den Senioren erkämpfte er sich 1963 seine ersten beiden deutschen Meistertitel im Bantamgewicht im freien Stil und im griechisch-römischen Stil, denen noch einige folgen sollten. Er war dabei einer der Hauptkonkurrenten von Weltmeister Fritz Stange aus Untertürkheim, dem er einige deutsche Meistertitel wegschnappen konnte.
Auf der internationalen Ringermatte gab Karl im Jahr 1963 bei der Weltmeisterschaft in Sofia seinen Einstand. Er gewann zwei Kämpfe, rang einmal unentschieden, verlor nur gegen den Japaner Hiroshi Ikeda und belegte einen guten 7. Platz.
In der gesamtdeutschen Olympiaausscheidung für die Spiele 1964 in Tokio setzte er sich gegen Karl-Heinz Gorny vom SC Leipzig durch. In Tokio verlor er allerdings beide Kämpfe, die er bestreiten konnte, und kam nur auf den 15. Platz. Einer der Ringer, gegen den er verlor, war der Japaner Yōjirō Uetake, der auch überlegen Olympiasieger im Bantamgewicht wurde.
Einen großen Erfolg feierte Karl Dodrimont dann bei der Weltmeisterschaft 1965 in Manchester. Im Bantamgewicht gewann er mit drei Siegen die WM-Bronzemedaille. 1966 belegte er sowohl bei der Weltmeisterschaft in Toledo/USA als auch bei der Europameisterschaft in Karlsruhe einen guten 6. Platz.
1968 versuchte er, sich noch einmal für die Olympischen Spiele in Mexiko-Stadt zu qualifizieren. Dies gelang ihm jedoch nicht. Er beendete daraufhin seine internationale Ringerlaufbahn.
Karl Dodrimont hatte dann noch viel Freude an seinem Sohn Uwe, der ebenfalls zur deutschen Spitzenklasse im Ringen zählte.

## Internationale Erfolge
(OS = Olympische Spiele, WM = Weltmeisterschaft, EM = Europameisterschaft, GR = griechisch-römischer Stil, F = Freistil, Fl = Fliegengewicht, Ba = Bantamgewicht, damals bis 52 kg bzw. 57 kg Körpergewicht)
- 1963, 7. Platz, WM in Sofia, F, Ba, mit Siegen über Badsaryn Süchbaatar, Mongolei und Georges Jaquinot, Frankreich, einem Unentschieden gegen Vojtečh Tóth, CSSR und einer Niederlage gegen Hiroshi Ikeda, Japan;
- 1964, 15. Platz, OS in Tokio, F, Ba, nach Niederlagen gegen Mohamad Sinaj-Din, Pakistan und Yōjirō Uetake, Japan;
- 1965, 3. Platz, WM in Manchester, F, Ba, mit Siegen über S. Blancher, Frankreich, B. Green, Kanada und Bishambar Singh, Indien und Niederlagen gegen Mohammad Farroukhin, Iran, Taniaki Fukuda, Japan und Hüseyin Akbaş, Türkei;
- 1966, 6. Platz, EM in Karlsruhe, F, Ba, mit einem Sieg gegen Luigi Chinazzo, Italien und Niederlagen gegen Niculae Cristea, Rumänien und Aydın İbrahimov, UdSSR;
- 1966, 6. Platz, WM in Toledo/USA, F, Ba, mit Siegen über Yrjö Leppänen, Finnland und Heinrich Theuretzbacher, Österreich und Niederlagen gegen Abutaleb Talebi, Iran und Hasan Sevinc, Türkei;
- 1968, 14. Platz, EM in Skopje, F, Ba, nach Niederlagen gegen Iwan Schawow, Bulgarien und Ali Alijew, UdSSR

## Wichtigste Länderkämpfe
- 1963, BRD gegen USA, F, Ba, Punktsieger über Andrew Fitch,
- 1963, Bulgarien gegen BRD, GR, Ba, Punktsieger über Majdarow,
- 1963, Bulgarien gegen BRD, GR, Ba, Punktsieger über Achmedow,
- 1963, BRD gegen Bulgarien, GR, Ba, Punktsieger über Dimitrow,
- 1963, BRD gegen Bulgarien, GR, Ba, Punktniederlage gegen Russenow,
- 1963, BRD gegen Schweiz, F, Ba, Schultersieger über J. Oettli,
- 1964, BRD gegen Frankreich, F, Ba, Punktsieger über Deloor,
- 1964, BRD gegen Bulgarien, F, Ba, Punktniederlage gegen Stojko Malow,
- 1965, Südafrika gegen BRD, F, Ba, Punktsieger über Van Aarde,
- 1965, Südafrika gegen BRD, F, Ba, Punktsieger über Byrne,
- 1965, BRD gegen UdSSR, GR, Ba, unentschieden gegen Gukassjan,
- 1965, BRD gegen UdSSR, GR, Ba, Punktniederlage gegen Gukassjan,
- 1965, BRD gegen Schweden, F, Ba, Punktsieger über Grenblad,
- 1966, Schweden gegen BRD, F, Ba, Punktsieger über Axelsson

## Deutsche Meisterschaften
- 1961, 3. Platz, GR, Fl, hinter Paul Neff, Schifferstadt und Rolf Lacour, Köllerbach,
- 1962, 3. Platz, F, Fl, hinter Rolf Lacour und Paul Neff,
- 1963, 1. Platz, GR, Ba, vor Fritz Stange, Untertürkheim und Bruno Steinmetz, Mainz,
- 1963, 1. Platz, F, Ba, vor Erwin Trouvain, Heusweiler und Fritz Stange,
- 1964, 1. Platz, GR, Ba, vor Fritz Stange und Bruno Steinmetz,
- 1964, 1. Platz, F, Ba, vor Fritz Stange und Franz Tempes, Schorndorf,
- 1965, 1. Platz, GR, Ba, vor Fritz Stange und Heinz Kunzmann, Berghausen,
- 1965, 2. Platz, F, Ba, hinter Fritz Stange und vor Werner Hettich, Freiburg im Breisgau,
- 1966, 2. Platz, GR, Ba, hinter Fritz Stange und vor Franz Tempes,
- 1966, 1. Platz, F, Ba, vor Fritz Stange und vor Walter Holzner, Bad Reichenhall,
- 1967, 3. Platz, GR, Ba, hinter Fritz Stange und Franz Tempes
- 1968, 2. Platz, F, Ba, hinter Paul Neff und vor Hans-Jürgen Veil, Schifferstadt